# Більвіново
Більвіново (пол. Bilwinowo) — село в Польщі, у гміні Шиплішки Сувальського повіту Підляського воєводства.
Населення — 87 осіб (2011).
У 1975-1998 роках село належало до Сувальського воєводства.

## Демографія
Демографічна структура станом на 31 березня 2011 року:
|          | Загалом | Допрацездатний вік | Працездатний вік | Постпрацездатний вік |
| -------- | ------- | ------------------ | ---------------- | -------------------- |
| Чоловіки | 43      | 16                 | 25               | 2                    |
| Жінки    | 44      | 13                 | 25               | 6                    |
| Разом    | 87      | 29                 | 50               | 8                    |